# Festival de l'histoire de l'art
Le Festival de l'histoire de l'art, abrégé FHA, est une manifestation organisée par le ministère français de la Culture dont la première édition s'est tenue à Fontainebleau en mai 2011.

## Présentation
La manifestation est organisée par le Ministère de la Culture, l'Institut national d'histoire de l'art (INHA) et le château de Fontainebleau, afin de sensibiliser le public à l'histoire de l'art. Elle est inspirée des Rendez-vous de l'histoire de Blois. Chaque édition traite à la fois d'un thème principal et d'un pays invité d'honneur à l'instar de la pratique initiée par le Festival international de géographie qui a lui-même inspiré le festival d'histoire de Blois. Au programme de chaque festival sont organisés débats, conférences, projections de films ainsi que la tenue d'un salon du livre consacré à l'histoire de l'art.

## Éditions

### 2011
La première édition s'est tenue du 27 au 29 mai 2011 à Fontainebleau, la plupart des événements prenant place au sein de son célèbre château.
L'Italie est le pays invité d'honneur de cette édition, qui célèbre le 500e anniversaire de l'impression de l'Éloge de la folie du théologien néerlandais Érasme. Le thème choisi a justement été celui de la folie.
À cette occasion quatre sites, dont le château de Fontainebleau, sont ouverts gratuitement au public et accueillent durant deux jours conférences et débats. Un salon du livre s'est tenu également pendant la durée du festival. La première édition a été un succès puisqu'elle a réuni 15 000 personnes selon le ministère de la culture.

### 2012
La deuxième édition du Festival s'est déroulée du 1er au 3 juin 2012 sous le regard d'un nouveau pays invité, l'Allemagne et autour du thème des Voyages. Plus de 350 rencontres explorant les nombreuses facettes de l'histoire de l'art ont été proposées.
18 000 visites ont été recensées au cours de ces trois jours.

### 2013
La troisième édition du Festival s'est déroulée du 31 mai au 2 juin 2013 autour du thème de « L'éphémère » avec le Royaume-Uni comme nouveau pays invité.

### 2014
La quatrième édition du Festival s'est déroulée les 30 mai au 1er juin 2014 avec pour thème « Collectionner » tandis que la Suisse était le pays invité.

### 2015
La cinquième édition du Festival s'est déroulée du 29 au 31 mai 2015 sous le regard d'un nouveau pays invité, les Pays-Bas, alors que le thème annuel retenu était « La matière de l'œuvre ».

### 2016
La sixième édition du Festival s'est déroulée du 3 au 5 juin 2016. Le pays invité était l'Espagne
27 000 visites ont été recensées au cours de ces trois jours.

### 2017
L'édition du Festival s'est déroulée du 2 au 4 juin 2017 avec pour thème « La nature » et les États-Unis comme pays invité.
45 000 visites ont été recensées au cours de ces trois jours
.

### 2018
- Thème : « Le rêve »
- Pays invité : la Grèce
- Dates : du 1er au 3 juin 2018

### 2019
- Thème : « Le peuple »
- Pays invités : les pays nordiques
- Dates : du 7 au 9 juin 2019

### 2020
- Edition reportée en 2021 en raison de la crise sanitaire[7].

### 2021
- Thème : « Le plaisir »
- Pays invité : le Japon
- Dates : du 4 au 6 juin 2021
- 300 événements dans 40 lieux avec 300 invités.
- Le festival propose cette année un programme en ligne.

### 2022
- Thème : « L'animal »
- Pays invité : le Portugal
- Dates : du 3 au 5 juin 2022

### 2023
- Thème : « Le climat »
- Pays invité : la Belgique
- Dates : du 2 au 4 juin 2023

### 2024
- Thème : « Le sport »
- Pays invité : le Mexique
- Dates : du 31 mai au 2 juin 2024

### 2025
- Thème : « Le vrai, le faux »
- Pays invité : l'Autriche
- Dates : du 6 au 8 juin 2025

### Autres manifestations du ministère français de la Culture
- Journées européennes du patrimoine
- Fête de la musique
- Fête du cinéma
- Le Printemps des poètes
- Fêtes de la lecture en France
- Rendez-vous aux jardins
- Nuit européenne des musées